# Ґодзілла (фільм, 1954)
Ґодзілла (яп. ゴジラ, годзіра) — японський науково-фантастичний фільм кайдзю-фільм 1954 року, поставлений режисером Ісірою Хонда. Це перший фільм у франшизі «Ґодзілла» та перший фільм франшизи у серії Сьова (епоха у Японії, яка тривала до смерті імператора Хірохіто у 1989 році).

## Сюжет
У Японському морі починають тонути кораблі. Згодом у селі на острові Одо відбуваються інциденти, в яких місцеві жителі звинувачують міфологічну істоту, яку вони називають «Ґодзілла». На острів прибуває група учених на чолі з доктором Кьохеєм Ямане. Вони виявляють живого трилобіта, а потім стикаються з Ґодзіллою. У Токіо Ямане висловлює припущення, що Ґодзілла є далеким нащадком рептилій, що жили 200 мільйонів років тому. Ґодзілла випромінює сильну радіацію. Мабуть, йому вдалося відродитися внаслідок американських випробувань водневої бомби.
Ґодзіллу намагаються знищити бомбами. Поки він не з'являється, усі думають, що той мертвий. Проте з'ясувалося, що Ґодзілла все ще живий. Піднявшись з океану, він нападає на Токіо. Японські збройні сили не в змозі протистояти цьому велетенському хижакові. Люди сподіваються на оборонну високовольтну електролінію, зведену на шляху до Токіо, але Ґодзілла прориває її. Убити Ґодзіллу вдається тільки силою науки: японський учений, доктор Серідзава, винаходить речовину, здатну зруйнувати живу тканину у воді (так званий руйнівник кисню). Він не хоче використати свій винахід проти Ґодзілли, але врешті-решт, побачивши муки людей, постраждалих від Ґодзілли, плач рідних за загиблими, погоджується. Він знищує усі матеріали, що стосуються його страшного винаходу, після чого у водолазному скафандрі опускається на дно моря поблизу від місця, де заліг Ґодзілла. Серідзава відкриває балон з руйнівником кисню і ріже водолазний шланг, таким чином забираючи в могилу свою таємницю. Руйнівник кисню спалює Ґодзіллу цілком, включаючи скелет.

## Кайдзю
- Ґодзілла

## У ролях
| Актор           | Роль                                  |
| --------------- | ------------------------------------- |
| Акіра Такарада  | Хідето Огата                          |
| Момоко Коті     | Еміко Ямане                           |
| Акіхіко Хірата  | доктор Дайсуке Серідзава              |
| Такасі Сімура   | доктор Кьохей Ямане                   |
| Фуюкі Муракамі  | професор Танабе                       |
| Сатіо Сакаї     | репортер газети «Хагівара»            |
| Тораноске Огава | президент компанії                    |
| Рен Ямамото     | Масаджі Сьєдзі                        |
| Хіроші Хаясі    | голова комітету Сейму                 |
| Сейдзіро Онда   | парламентарій Ояма                    |
| Кендзі Сахара   | завсідник вечірок                     |
| Катсумі Тезука  | Ґодзілла / редактор газети «Хагівара» |
| Харуо Накаджіма | Ґодзілла / працівник електростанції   |
| Дзіро Судзукі   | Ґодзілла                              |

## Знімальна група
- Автори сценарію — Такео Мурата, Ісіро Хонда, Шигеру Каяма (сюжет)
- Режисер-постановник — Ісіро Хонда
- Продюсер — Томоюкі Танака
- Композитор — Акіра Іфукубе
- Оператор — Масао Тамаї
- Монтаж — Кадзудзі Тайра
- Художники-постановники — Сатору Туко, Такео Кіта

## Тема
У фільмі Ґодзілла символізує ядерну катастрофу і з того часу ідентифікується у культурному просторі як сильна метафора для ядерної зброї. У фільмі атака Ґодзілли віддзеркалює ті самі жахи, які відчули японці ближче до кінця Другої світової війни після атомного бомбардування Хіросіми і Нагасакі. Продюсер Томоюкі Танака заявив, що «тема фільму, з самого початку, була терором бомби. Людство створило бомбу, і тепер природа зібралася помститися людству». Режисер стрічки Ісіро Хонда відмітив: «Якби Ґодзілла був динозавром або будь-якою іншою твариною, він був би убитий лише одним гарматним ядром. Але якби він дорівнював атомній бомбі, ми б не знали, що робити. Отже, я взяв характеристики атомної бомби й застосував їх до Ґодзілли».

## Виробництво

### Розробка
У 1954 році кінокомпанія Toho мала намір створити у копродукції з індонезійськими кінематографістами фільм «У тіні слави» (Eiko-no Kagi-ni) про ліквідацію наслідків японської окупації Індонезії, однак, через антияпонські настрої в Індонезії уряд країни під політичним тиском змушений був відмовити японським кінорежисерам у видачі віз. Продюсер Томоюкі Танака прилетів у Джакарту на перемовини з урядом Індонезії, але безуспішно, і під час повернення назад до Японії у нього виникла ідея фільму про гігантського монстра, натхненна американським фільмом 1953 року «Чудовисько з глибини 20 000 сажнів» та інцидентом з Дайґо Фукурю Мару, що стався у березні того ж року. Під час польоту Танака написав план з робочою назвою «Гігантський монстр з 20000 льє під водою» і надав його виконавчому продюсерові Івао Морі. Морі схвалив проєкт у квітні 1954 року після того, як режисер спецефектів Ейдзі Цубурая погодився створити ефекти для фільму і підтвердив фінансову спроможність фільму. Морі також схвалив вибір Танаки запросити режисером стрічки Ісіро Хонду і скоротив виробничу назву до «Проєкту G» («G» від англійської «Giant»). Він також надав виробництву засекречений статус і зобов'язав Танаку звести до мінімуму свою увагу до інших фільмів і зосередитися в основному на «Проєкті G».

### Написання сценарію
Цубурая представив свої власні ескізи, створені ним за 3 роки до того, із зображеннями гігантського восьминога, що атакує кораблі в Індійському океані. У травні 1954 року Танака запросив письменника-фантаста Шигеру Каяму для розробки сюжету майбутньої стрічки. Сюжет, який умістився всього у 50 сторінок, був написаний Шигерою за 11 днів. Сценарій фільму був написаний Такео Муратою та Ісіро Хондою протягом трьох тижнів. Ними були перероблені деякі ключові персонажі, та, окрім іншого, було додано більше сцен руйнувань.

### Дизайн істоти
Ґодзілла був розроблений Тейзо Тошіміцу та Акірою Ватанабе під технічним наглядом Ейдзі Цубурая. Уже на ранньому етапі виробництва Танака передбачав, що монстр мав бути подібним дизайном до горили або до кита через назву «Gojira» (поєднання японських слів горила, «gorira» і кит, «kujira»), але врешті-решт зупинилися на динозавро-подібному дизайні.

## Музика
Оригінальну музику до фільму Акіри Іфукубе було випущено тричі протягом 13 років. Перший запис було здійснено Futureland Toshiba у 1993 році, він містив майже всю музику до фільму, за винятком лише короткої сцени у прогулянковому човні. Трек-лист має такий вигляд:
| #   | Назва                                  | Тривалість |
| --- | -------------------------------------- | ---------- |
| 1.  | «Main Title»                           | 1:31       |
| 2.  | «Footsteps (SFX)»                      | 0:49       |
| 3.  | «Eiko-Maru Sinking»                    | 1:06       |
| 4.  | «Bingo-Maru Sinking»                   | 0:23       |
| 5.  | «Uneasiness on Odo Island»             | 0:49       |
| 6.  | «Rituals of Odo Island (Source Music)» | 1:21       |
| 7.  | «The Storm on Odo Island»              | 1:53       |
| 8.  | «Theme from Odo Island»                | 0:34       |
| 9.  | «Godzilla appears on Odo Island»       | 1:02       |
| 10. | «Frigate March I»                      | 0:42       |
| 11. | «Horror of the Water Tank»             | 0:42       |
| 12. | «Godzilla Comes Ashore»                | 1:52       |
| 13. | «Fury of Godzilla»                     | 2:25       |
| 14. | «Deadly Broadcast»                     | 1:12       |
| 15. | «Godzilla heads to Tokyo Bay»          | 1:25       |
| 16. | «Attack Godzilla!»                     | 1:27       |
| 17. | «Devastated Tokyo (Contains SFX)»      | 2:18       |
| 18. | «The Oxygen Destroyer»                 | 3:11       |
| 19. | «Prayer for Peace»                     | 2:48       |
| 20. | «Frigate March II»                     | 0:21       |
| 21. | «Godzilla Under the Sea»               | 6:20       |
| 22. | «Ending»                               | 1:41       |

Останній реліз саундтреку було здійснено у квітні 2010 року Classic Media. До нього ввійшли вищевказані треки та ще п'ять інших:
| #  | Назва                   | Тривалість |
| -- | ----------------------- | ---------- |
| 1. | «Godzilla Leaving»      | 1:04       |
| 2. | «Main Title (extended)» | 2:03       |
| 3. | «First Landing»         | 3:37       |
| 4. | «Tokyo In Flames»       | 2:17       |
| 5. | «Last Assault»          | 2:21       |

## Успіх і сиквели
Після першого випуску «Ґодзілли» у 1954 році на нього було продано близько 9 610 000 квитків і він був восьмим найвідвідуванішим фільмом в Японії того року.
Щоб задовольнити запити публіки, вже наступного року з'явилося продовження — «Ґодзілла знову нападає». У цьому фільмі з'ясовується, що живим залишився ще один монстр. Його спробували убити, але у фільмі «Кінг-Конг проти Ґодзілли» (1962) він повертається, і таким чином починається один з найзнаменитіших кіносеріалів у світі.
У всіх наступних фільмах про Ґодзіллу завжди згадуються події цього першого фільму. Найбезпосередніше відношення до нього має «Ґодзілла проти Руйнівника» (1995), в якому кисневий руйнівник, придуманий ученим Серідзавою в першому фільмі, відроджується у страшного монстра, який мешкав на нашій планеті мільярди років тому.
У 2002 році на екрани вийшов фільм «Ґодзілла проти Мехаґодзілли». За сюжетом стрічки, скелет Ґодзілли зберігся, його підіймають з дна океану, і на його основі створюють біомеханічного робота Кірью (японською «механічний дракон»). У нього, як з'ясовується, збереглася енергетична пам'ять про події 1954 роки, і тому він іноді виходить з-під контролю.
У 1956 році американські кінематографісти перемонтували оригінальну версію фільму, вирізавши деякі епізоди й додавши свою сюжетну лінію. Тут журналіст Стів Мартін (Реймонд Берр) веде репортаж про Ґодзіллу просто з місця подій — з вулиць Токіо — і сам трохи не гине при цьому. Саме у цьому вигляді фільм, що вийшов під назвою «Ґодзілла, король монстрів!», став відомим усьому світу.

## Визнання
У 2010 році часопис Empire включив стрічку до 100 найкращих фільмів світового кінематографу (31-ша позиція у рейтингу).
| Нагороди та номінації фільму «Ґодзілла» | Нагороди та номінації фільму «Ґодзілла» | Нагороди та номінації фільму «Ґодзілла» | Нагороди та номінації фільму «Ґодзілла» | Нагороди та номінації фільму «Ґодзілла» | Нагороди та номінації фільму «Ґодзілла» |
| Рік                                     | Кінофестиваль/кінопремія                | Категорія/нагорода                      | Номінант                                | Результат                               |                                         |
| --------------------------------------- | --------------------------------------- | --------------------------------------- | --------------------------------------- | --------------------------------------- | --------------------------------------- |
| 1954                                    | Нагороди Японської асоціації кіно       | Найкращий фільм                         | Ґодзілла                                | Номінація                               |                                         |
| 1954                                    | Нагороди Японської асоціації кіно       | Найкращі спецефекти                     | Ґодзілла                                | Перемога                                |                                         |
| 2007                                    | Премія Сатурн                           | Найкращий DVD-реліз класичного фільму   | Ґодзілла                                | Перемога                                |                                         |